# کوکوسانان
کوکوسانان (نام علمی: Cuculiformes) نام یک راسته از فراراسته نوپرندگان است.